# Ян Топс
Ян Топс (нід. Jan Tops, 5 квітня 1961) — нідерландський вершник.
Олімпійський чемпіон 1992 року в командному конкурі, учасник 1988, 1996, 2000 років.
Чемпіон Європи з конкуру 1991  року в командному конкурі, срібний призер 1997  року в командному конкурі, бронзовий призер 1999  року в командному конкурі.